# サンワコムシスエンジニアリング
サンワコムシスエンジニアリング株式会社（以下「サンコム」と表記する）は、電気通信工事、電気工事などの事業を行う日本の企業である。持株会社「コムシスホールディングス株式会社」傘下に8社ある統括事業会社の1つ。

## 事業
従業員の9割以上（サンコムの傘下企業を含む、2008年3月末時点）が電気通信設備工事事業に従事しており、携帯電話基地局、FTTHなど様々な工事を手掛けている。同じグループの「日本コムシス株式会社」ではNTTグループへの売上が単独売上高の7割以上（2007年度）を占めているのに対し、サンコムではKDDI株式会社への売上が、すべての得意先の中で最も大きくなっている（同年度）。

### 主な建設事業
- 電気工事業
- 電気通信工事業
- 土木工事業
- 管工事業
- 建築工事業
- 鋼構造物工事業
- 舗装工事業
- 塗装工事業
- 消防施設工事業

## 歴史
旧社名は「株式会社三和エレック」。売上高のうち
- NTT向け情報通信
- その他向け情報通信
- 電気設備

が、それぞれ約1⁄3ずつを占めていた（1999年3月期）。1999年11月、通信工事業界首位の日本コムシスと業務提携し、2003年9月には東日本システム建設株式会社を加えた3社の共同で持株会社「コムシスホールディングス株式会社」を設立。2005年1月、三和エレックはNTT向け事業を日本コムシスへ譲渡し、4月には日本コムシスからキャリア系の事業を譲受して社名を「サンワコムシスエンジニアリング株式会社」に変更している。

### 沿革

#### 三和電氣興業
- 1947年 - 「三和電氣興業株式会社」として設立される。
- 1949年 - 日本電信電話公社（後の日本電信電話株式会社）から3級の認定を受ける。
- 1963年 - 東京証券取引所第二部に上場する。

#### 大榮通信工業
- 1948年 - 「大榮通信工業株式会社」として設立される。
- 1956年 - 製造部門を分社して「株式会社大栄製作所」を設立する。

#### サンワコムシスエンジニアリング
- 1968年 - 三和電氣興業が大榮通信工業を合併し、社名を「三和大榮電気興業株式会社」に変更する。
- 1996年 - 社名を「株式会社三和エレック」に変更する。
- 1997年 - 東京証券取引所第一部に指定換えとなる。
- 2003年 - 同社と日本コムシス株式会社、東日本システム建設株式会社（現株式会社TOSYS）の3社で新会社「コムシスホールディングス株式会社」を設立し、3社は新会社の子会社となる。
- 同年 - 上場廃止となる。
- 2005年 - 社名を「サンワコムシスエンジニアリング株式会社」に変更する。
- 2007年 - 本社を東京都目黒区から杉並区へ移転する。
- 2021年 - 本社を東京都杉並区から品川区へ移転する。

## 事業所
本社東京都品川区東五反田二丁目17番1号（登記上の本店を兼ねる）
支店札幌市、仙台市、千葉市、八王子市、品川区、川崎市、名古屋市、静岡市、大阪市、金沢市、広島市、高松市、福岡市、那覇市、ジャカルタ

## グループ企業
「サンワコムシスエンジニアリンググループ」のうち一部を列挙する（2008年3月時点）。

### 連結子会社
- 三和電子株式会社 - 2007年4月1日に「株式会社エス・イー・エム」と合併している。
- 株式会社エス・イー・シー・ハイテック
- サンコムテクノロジ株式会社 - 旧社名は「株式会社三和サポートエンジ」。2007年10月1日に「三和システム建設株式会社」と合併し、社名を変更した。
- 株式会社ロードテクノ
- 株式会社サンネクト

### グループ企業
- 三和電子株式会社
- 株式会社エス・イー・シー・ハイテック
- サンコムテクノロジ株式会社
- 株式会社ロードテクノ